# Paron (Bagor)
Paron is een bestuurslaag in het regentschap Nganjuk van de provincie Oost-Java, Indonesië. Paron telt 1691 inwoners (volkstelling 2010).